# لیلیان روور
لیلیان رووِر (فرانسوی: Liliane Rovère‎؛ زادهٔ ۳۰ ژانویهٔ ۱۹۳۳) بازیگر اهل فرانسه است. وی از سال ۱۹۶۴ میلادی تاکنون مشغول فعالیت بوده‌است.

## گزیدهٔ فیلم‌شناسی
- کارگزار مرا خبر کنید! (۲۰۱۵)
- کنار دریا (۲۰۰۲)
- هری، او برای کمک اینجاست (۲۰۰۰)
- مؤسسه زیبایی ونوس (۱۹۹۹)
- نزدیک نیمه شب (۱۹۸۶)
- انیگما (۱۹۸۳)
- دستمال‌های خود را آماده کنید (۱۹۷۸)
- روز شغال (۱۹۷۳)
- به پیش یا بمیر (۱۹۷۷)
- دوستت دارم… من هم نه (۱۹۷۶)